# Iverni
Los Iverni ([Ἰούερνοι], Iouernoi) eran un grupo tribal de la antigua Irlanda conocidos por una única mención del geógrafo Claudio Ptolomeo, que habitaron en el extremo suroeste de la isla. También menciona una «ciudad» llamada Ivernis ([Ἰουερνίς], Iouernis) en su territorio, y resalta que este asentamiento tiene el mismo nombre que la isla en su totalidad, Ivernia ([Ἰουερνία], Iouernia).
El nombre Iverni deriva del protoindoeuropeo *PiHwerjoHn, que significa «tierra fértil». Fue probablemente alguna vez el nombre dado a todos los pueblos de Irlanda, pero en los tiempos de Ptolomeo su uso ya estaba limitado a los habitantes del suroeste. Los Iverni pueden estar identificados lingüísticamente con los Érainn (Éraind, Érnai, Érna), un pueblo del que se tiene constancia en Munster y algún lugar más en la temprana Edad Media.
Las dinastías reales prehistóricas Érainn son algunas veces referenciadas como los Dáirine.

## Acepciones históricas
En trazos genealógicos irlandeses tempranos los Érainn son considerados como un grupo étnico diferenciado, distintos de los Laigin y Cruthin. Los grupos de población en Munster clasificados como Érainn incluyen los Corcu Loígde en el suroeste Condado de Cork, los Múscraige también en el Condado de Cork y Tipperary, los Corcu Duibne en Kerry, y los Corcu Baiscind al oeste, en Clare. Los Dál Riata y Dál Fiatach (o Ulaid) en Úlster también se consideran Érainn. 
Los Érainn parece que fueron un grupo muy poderoso en el periodo protohistórico, pero ya en los primeros tiempos históricos se vieron reducidos a un estatus marginal, con la notable excepción del enigmático reino de Osraige. El clan más importante de Munster Érainn, los Corcu Loígde, conservaron cierto prestigio incluso tras ser marginados por la dinastía Eóganachta en los siglos VII-VIII. Es posible que los (algunas veces) poderosos Uí Liatháin y sus parientes Uí Fidgenti pertenecieran en su origen a los Érainn/Dáirine, pero se encontraron como Eóganachta por razones políticas. Otro prominente pueblo Érainn del Munster antiguo pudo ser los Mairtine, quiénes desaparecieron completamente antes del período histórico del paisaje irlandés, aunque pueden ser parte ancestral de los posteriores Déisi Tuisceart y Dál gCais.Los Déisi Muman también pudieron tener su origen en los Érainn, aunque es objeto de controversia.

## Dáire: Darini, Dáirine
Parece ser que los iverni estaban emparentados con los darini del Úlster oriental. El nombre darini implica descendencia de un ancestro llamado Dáire (< *Dārios), como afirman bastantes pueblos históricos identificados como Érainn, incluidos los Dál Riata y Dál Fiatach en el Úlster oriental, así como los Érainn de Munster. Dundrum, pueblo del condado de Down, aparece en algunos textos como Dún Droma Dáirine, y el nombre Dáirine se asigna a Corcu Loígde, lo que sugiere una relación entre los darini y los iverni.

## Érainn: Clanna Dedad
Las genealogías trazan las descendencia de los érainn desde dos ancestros epónimos distintos, Ailill Érann e Íar mac Dedad. Entre los familiares legendarios del último se encuentra a Cland Dedad (descendiente de Deda mac Sin), un pueblo de Munster que se mencionan en el ciclo de Ulster, encabezados por Cú Roí, hijo de Dáire mac Dedad, y el legendario gran rey de Irlanda, Conaire Mór, nieto de Iar y ancestro de los Síl Conairi. Las acepciones históricas de los Uí Maicc Iair ("nietos del hijo de Iar") y MAQI IARI de las inscripciones de Ogham parecen tener cierta relación. El nombre personal Iar es sencillamente otra variante de la raíz presente en iverni y érainn. Finalmente, el nombre Íth, dado en genealogías como últimos ancestros de Corcu Loígde (Dáirine), ofrece cierta confusión sobre su parentesco y relación con los iverni, de hecho conserva la misma raíz indo-europea *peiH- ("engordar, oleaje"), por lo tanto completan, en efecto, una visión básica de los darini/dáirine y su parentesco en el futuro histórico irlandés.

## Orígenes, controversias e hipótesis
En un principio se pensaba a primeros del siglo XX que los iverni era un remanente de los indígenas habitantes de la isla durante el período anterior a los celtas, que habían sido conquistados por los invasores gaélicos. Esta visión corresponde al hecho que no se plantearon los condicionantes históricos mencionados sino que se basaban en los conceptos mitológicos, leyendas tradicionales posteriores y la especulación de un anticuario y, por supuesto, la obra geográfica de Claudio Ptolomeo.

### Hipótesisbelgade O'Rahilly
T. F. O'Rahilly identificó a los Érainn con los mitológicos Fir Bolg y los históricos belgæ de Galia y Britania. Su hipótesis es que invadieron la isla desde Britania y hablaban una lengua britónica, que él bautizó como «ivérnico» identificándolo con algunas fuentes tempranas que hablan de iarnnbélrae, iarnbélrae e iarmberla (tales nombres se han interpretado tentativamente desde el irlandés antiguo como ‘discurso de hierro’).

### Hipótesis no-britónica
El diccionario irlandés del siglo IX Sanas Cormaic (‘Glosario de Cormac’) describe Iarnnbélrae como una reciente lengua extinta que era muy «densa y compleja», y registra dos palabras que derivan de la misma. No obstante, durante el período protohistórico los Érainn fueron evidentemente sujetos que dominaban una lengua goidélica, como se evidencia por el hecho que las inscripciones de Ogham en idioma paleoirlandés son más abundantes en los condados de Cork y Kerry.
La evidencia lingüística moderna muestra que el irlandés gaélico y el resto de lenguas goidélicas (gaélicas) no derivan de las lenguas britónicas que constituyen una rama célticas diferente por lo que la hipótesis de O'Rahilly, es falsa al menos en parte.